# Morgan Jacquemin
Morgan Jacquemin, est un gymnaste aérobic français, né le 20 septembre 1988 à Chambéry. 

## Palmarès

### Jeux mondiaux
- Jeux mondiaux de 2009, à Kaohsiung, (Taïwan)
  -  Médaille d'argent en Solo
  -  Médaille de bronze en Trio

### Championnats du monde
- 2010 à Rodez, France
  -  en Solo
  -  par équipe
  -  en Trio
  -  en Groupe
- 2008 à Ulm, Allemagne
  -  en Solo
  -  en Groupe
- 2006, Nanjing, Chine
  -  en Groupe

### Championnats d'Europe
- 2009, République Tchèque
  -  en Trio
  -  en Groupe
- 2007, Hongrie
  -  en Trio
  -  en Groupe

### Championnats de France seniors
- 1 titre en Solo, en 2010